# Emmanuel Barbier
Pour les articles homonymes, voir Barbier.
L'abbé Emmanuel Barbier, né le 5 mars 1851 et mort le 22 mars 1925, est un prêtre catholique français auteur de nombreux ouvrages de doctrine et figure de l'antilibéralisme catholique.

## Biographie
Fils de Dauphin Barbier, conseiller à la cour d'appel de Poitiers, et de Marie-Mathilde Crepart, il rentre à la Compagnie de Jésus en 1869 au sein de laquelle il est ordonné prêtre en 1882 et exerce la charge de directeur de collège : d'abord à Paris puis à Poitiers. À la suite de l'interdiction de la Compagnie de Jésus en 1901, il demande à quitter cette dernière et devient prêtre du diocèse de Poitiers en 1905, après avoir exercé, entre 1902 et 1904, la charge d'aumônier de l’Association Catholique de la Jeunesse française. Il réside alors à Paris dans un appartement mis à sa disposition par Paul de Cassagnac et commence son activité de polémiste. 
Il fut une des grandes figures de la lutte contre le modernisme par sa dénonciation du Sillon de Marc Sangnier puis à travers la revue Critique du libéralisme religieux, politique, social qu'il fonda en 1908 et dirigea jusqu'en 1914. Il dénonça des infiltrations maçonniques dans la hiérarchie de l'Église catholique dans son livre éponyme.
Émile Poulat le désigne comme "la personnalité la plus marquante de l'intégrisme en France". 
Incardiné au diocèse de Paris en 1923, il y meurt en 1925 mais sera enterré dans la tombe de sa famille à Poitiers. 

## Publications
- Rome et l'Action libérale populaire, Histoire et documents, J. VICTORION, 1906.
- Histoire du catholicisme libéral et du catholicisme social en France : du Concile du Vatican à l'avènement de S.S. Benoît XV : 1870-1914 (1923-1924)
- L'Éducation de la pureté (1921)
- Histoire populaire de l'Église (1921-1922)
- Cours populaire de catéchisme (1919)
- Infiltrations maçonniques dans l'Église, Desclée de Brouwer et Cie éditeurs, 1910, préfaces de Victor-Omésime-Quirin Laurans, François-Virgile Dubillard, Jean-Arthur Chollet et Henri-Louis-Prosper Bougoüin.
- Cas de Conscience. — Les Catholiques français et la République, P. LETHIELLEUX, 1906.
- Les Démocrates chrétiens et le Modernisme, P.LETHIELLEUX, Paris, réédition éditions Delacroix.
- Le Devoir politique des Catholiques, JOUVE, Paris
- Les Idées du Sillon. — Examen critique, P. LETHIELLEUX, Paris, 1905.
- Les Erreurs du Sillon. — Erreurs de doctrine, Erreurs sociales. Erreurs de polémique et de conduite, P. LETHIELLEUX, Paris, 1906.
- La Décadence du Sillon, Histoire documentaire, P. LETHIELLEUX, Paris
- Les Origines du Christianisme. — Apologie méthodique, extraite des œuvres de Mgr Freppel, RETAUX
- Mon Crime. — Allocutions de Collège (1896-1901), POUSSIELGUE,
- La Discipline dans les Écoles libres, (manuel d'éducation), POUSSIELGUE
- Les Récits de l'Évangile divisés et coordonnés, pour apprendre, méditer, prêcher, (Texte latin), OUDIN, Poitiers.